# Friedrich von Suhtscheck-Hauschka
Fridrich (Friedrich) von Suhtscheck-Hauschka (* 3. Dezember 1883; † 9. März 1944) war ein österreichischer Germanist. Er vertrat die These eines orientalischen Ursprungs der Parzivallegende.

## Thesen
Nach Suhtscheck habe im 12. Jahrhundert der Armenier Kyot (Giut) ein persisches, in manichäischer Schrift geschriebenes Buch namens Pārsīwalnāmä in der Königsburg (Dolet) in Spane (Spâhân – Ispâhân) aufgefunden und ins Altfranzösische übersetzt. Diese Übersetzung habe Wolfram von Eschenbach als Grundlage für seinen Parzival gedient. „Pārsīwalnāmä“ („Buch des Parsiwal“) ist ein hypothetischer von Suhtscheck erdachter Titel, der u. a. aufgrund ungenauer Zeitungsberichte zuweilen für den Namen einer wirklich vorhandenen Handschrift gehalten wurde und für Verwirrung sorgte.
Ursprünglich sei der Parzival-Stoff eine in manichäischen Kreisen tradierte Erlösungsparabel. Seine älteste bekannte Fassung sei das Perlenlied, das innerhalb der apokrophyen Thomasakten überliefert ist und auf die Zeit zwischen 250 und 350 datiert wird. Suhtscheck geht von einer vor 650 verfassten mittelpersischen Ur-Vorlage des Parzival aus, in der verschiedene Legenden verknüpft wurden. Eine neuere, mit Heldenromantik in der Nachfolge Firdausis angereicherte Fassung sei um 1150 entstanden. Im Ergebnis bestehe der Parzival zu 6,5 % aus Wolframs Eigentum, zu 61 % aus nachfirdausischer Heldenromantik und zu 32,4 % aus parsischem Legendenbestand.
Der Name von Parzivals Vater Gahmuret gehe auf ein mittelpersisches Gēhmurd zurück. Mont Salwatsche sei Koh i sal chwadsche = Kuh-e Khwaja am Ufer des Hamun-Sees. Der Gral sei ghr, gohr, dasselbe wie die Perle aus dem Perlenlied. Klingsor oder Clinchor in der Burg zu Kaps in terra de Labur sei Chindschil, ein buddhistischer Papst-König zu Kapisa (Begram nördlich von Kabul) im Reich Lahur. Artus sei Kawi Haosrawah in Yasht 19 = Kai Chosrau bei Firdausi, für den Arta Chusrus als alternativer Name belegt ist. Lohengrin sei Lohr-angrin (roter Eilbote), ein Beiname des sistanischen Wassergottes Apam, der ebenso wie Lohengrin auf einem Schwan gezogen kommt.

## Rezeption
Suhtscheck stellte seine Forschungen auf dem fünften Deutschen Orientalistentag in Bonn 1928 und dem sechsten Deutschen Orientalistentag in Wien 1930 vor. Außerdem hielt er populäre Vorträge. Seine Thesen erfuhren Beachtung, vor allem in der Tagespresse, stießen aber unter Philologen häufig auf Ablehnung. Ein besonders eifriger Unterstützer Suhtschecks war der Musikhistoriker Max Unger. Als fatal für den wissenschaftlichen Erfolg Suhtschecks erwies sich die scharfe Kritik des Grazer Indogermanisten Hans Reichelt, der gegen die „anmaßende Sprache, als auch ... die verblüffende Methode und Beweisführung“ Suhtschecks polemisierte und dessen Arbeit für gänzlich „unhaltbar“ erklärte. Letztlich gelang es Suhtscheck nicht einen Verleger für sein Hauptwerk Parsiwal, der grundlegende Sachkommentar zu Wolframs von Eschenbach Parzival, an dem er ab 1924 arbeitete und das er 1933 fertigstellte, zu finden.
In der zweiten Hälfte des 20. Jahrhunderts wurde Suhtscheck immerhin die Aufnahme in zwei Standardwerke, der Iranistik (Jan Rypka: History of Iranian Literature, Dordrecht 1968, S. 54 f.)  respektive der Germanistik (Joachim Bumke: Wolfram von Eschenbach, 5. Auflage, Stuttgart 1981, S. 44 f.) zuteil. Der Iranologe Walther Hinz kam 1969 in einem Artikel über Persisches im „Parzifal“ zu ähnlichen Ergebnissen wie Suhtscheck, nämlich dass „der Kern der Gralssage einer jener zahlreichen Parabeln oder Lehrgeschichten entstammt, wie sie die Anhänger des iranischen Propheten Mani (216–276) für die werbende Ausbreitung seiner Glaubensstiftung verwendet haben“ und würdigte jenen ausdrücklich. Argumente für eine iranische Herkunft der Gralsage lieferte ebenfalls János Harmatta (Les sources iraniennes de la légende du Gral, 1994).

## Sonstiges
Suhtscheck war Mitglied der Deutschen Morgenländischen Gesellschaft von 1928 bis 1935. Er lebte in Graz.

## Werke
- Literatur und Literatur-Wissenschaft. Abriß eines kritischen Systems in 3 Teilen. Leuschner & Lubensky, Graz 1923.
- Wolframs von Eschenbach Reimbearbeitung des Pârsîwalnâmä. In: Klio. Bd. 25, 1932, S. 50–71.
- Parsiwal, der grundlegende Sachkommentar zu Wolframs von Eschenbach Parzival. Ungedrucktes Manuskript in der Universitätsbibliothek Graz.[12]